# Kenneth Lewis

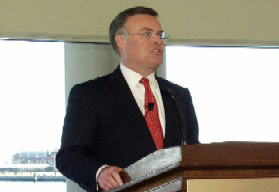
Kenneth Lewis (2009)

Kenneth Lewis (* 9. April 1947 in Meridian, Mississippi) ist ein US-amerikanischer Manager.
Lewis war sieben Jahre alt, als seine Eltern sich trennten. Während der Schulzeit unterstützte er seine allein erziehende Mutter mit Gelegenheitsjobs. Danach studierte Lewis Wirtschaftswissenschaften an der Georgia State University und schloss 1969 mit dem Bachelor ab. Danach begann er als Kreditanalyst bei der North Carolina National Bank mit Hauptsitz in Charlotte (North Carolina), die sich später in NationsBank umbenannte und 1998 durch Kauf der BankAmerica zur größten Bank der USA, der Bank of America, wurde. Lewis durchlief im Institut mehrere Karrierestationen des Unternehmens- und Privatkundengeschäfts, bevor er 1999 Chief Operating Officer der Bank of America wurde. 2001 nahm er als Nachfolge von Hugh McColl zusätzlich die Position des CEO ein. 2005 wurde Lewis Präsident (chairman).
Bis 2010 war Lewis Präsident und CEO der Bank of America. Für seine expansive Unternehmenspolitik im Jahre 2008, als er die rund 50 Mrd. US-Dollar schwere Übernahme der Investmentbank Merrill Lynch und des Hypothekenfinanzierers Countrywide durch die Bank of America verantwortete, erntete er zunächst Zustimmung; so erhielt er von der Zeitschrift American Banker den Titel Banker des Jahres 2008. Seit Januar 2009 kam es jedoch zu Rücktrittsforderungen gegen Lewis. Einer der Vorwürfe von der Aktionärsseite lautete, dass Lewis zum Zeitpunkt der Hauptversammlung Anfang Dezember 2008 (auf der die Übernahme von Merrill Lynch noch hätte verhindert werden können) bereits von den hohen Verlusten der Merrill Lynch im vierten Quartal 2008 in Höhe von rund 15 Mrd. Dollar gewusst haben soll.
Als Abfindung wird der scheidende Bankchef ca. 80 Mio. € erhalten. Allerdings muss Lewis auf sein Grundgehalt in Höhe von 1,5 Mio. $ und eine Bonuszahlung verzichten. Dies ist der erste Fall, dass der von Präsident Obama eingesetzte Gehalts-Kontrolleur Kenneth Feinberg zum Einsatz kommt.